# ویسکی انگلیسی
ویسکی انگلیسی (به انگلیسی: English whisky) یک مدل ویسکی است که از مالت درست می‌شود. این ویسکی در کشور انگلستان درست می‌شود به همین خاطر به این نام خوانده می‌شود.